# Anja Bettenworth
Anja Bettenworth (* 1973 in Gütersloh) ist eine deutsche Klassische Philologin.
Bettenworth studierte ab 1992 an der Universität Münster und im Jahr 1995 einige Monate an der Università Ca’ Foscari in Venedig. In Münster legte sie 1998 das Staatsexamen ab und wurde dort 2002 promoviert. Danach war sie Assistentin am Lehrstuhl für Latinistik. 2005/2006 ging Bettenworth für 16 Monate als Feodor-Lynen-Stipendiatin der Alexander von Humboldt-Stiftung an die University of Michigan in Ann Arbor. Im Jahr 2009 habilitierte sie sich im Fach Klassische Philologie.
Ab dem Sommersemester 2010 nahm sie eine Lehrstuhlvertretung (W3) an der Universität zu Köln wahr und wurde im Juni 2011 als W2-Professorin an die Universität zu Köln berufen.
Bettenworths Forschungsschwerpunkte sind das antike Epos, die römische Elegie sowie die Rezeption der Antike, besonders im Kinofilm. Außerdem arbeitet sie zur hellenistischen Dichtung.

## Schriften (Auswahl)
- Gastmahlszenen in der antiken Epik von Homer bis Claudian. Diachrone Untersuchungen zur Szenentypik. Dissertation. Vandenhoeck und Ruprecht, Göttingen 2004, ISBN 3-525-25252-8. (Hypomnemata 153)
- zusammen mit Ruth Scodel: Whither Quo Vadis? Henryk Sienkiewicz’s Novel in Film and Television. Wiley, New York 2008, ISBN 978-1-4051-8385-7.
- zusammen mit Saskia Fischer u. a.: Andere Welten. Akten des 2. Forschungstags des Jungen Kollegs der Nordrhein-Westfälischen Akademie der Wissenschaften. Schöningh, Paderborn u. a. 2009, ISBN 978-3-506-76881-0.
- zusammen mit Dominik Höink: Die Macht der Musik: Georg Friedrich Händels „Alexander’s Feast“. Interdisziplinäre Studien. V & R Unipress, Göttingen 2010, ISBN 978-3-89971-733-4.
- ,Hoc satis in titulo‘: Studien zu den Inschriften in der römischen Elegie. Aschendorff, Münster 2016, ISBN 978-3-402-14446-6. (Orbis antiquus 44)